# Clytus orientalis
Clytus orientalis là một loài bọ cánh cứng trong họ Cerambycidae.